# Мюнхенская речь Джей Ди Вэнса
Вице-президент США Джей Ди Вэнс в ходе своей программной речи на 61-й Мюнхенской конференции по безопасности открыто и резко раскритиковал руководства европейских стран, заявив, что они отказываются от принципов свободы слова и демократии, которые традиционно считались краеугольными камнями Западного мира. Он посчитал, что такая тенденция не только угрожает внутренней стабильности европейских государств, но и ставит под сомнение основы трансатлантического партнёрства.
Это выступление было воспринято как знаковый момент в истории отношений между США и Европой. Особый резонанс оно получило на фоне недавнего телефонного разговора президента США Дональда Трампа с российским президентом Владимиром Путиным. Многие эксперты и аналитики расценили речь Вэнса как объявление «идеологической войны» и начало «культурного противостояния» с европейскими союзниками. В прессе её назвали «тараном», разрушающим десятилетия сложившегося статус-кво в трансатлантических отношениях. Речь содержит намеренные искажения и неточности, а также выборочное представление фактов со стороны Вэнса.
Корреспонденту Financial Times некоторые чиновники заявили, что настроение в зале было точно таким же, как при речи Путина в 2007 году.

## Предыстория
Речь вице-президента США Джей Ди Вэнса была произнесена на 61-й Мюнхенской конференции по безопасности — ежегодном мероприятии, посвящённом вопросам международной безопасности, которое традиционно проводится в немецком Мюнхене. Вэнс, ранее уже участвовавший в конференции в качестве сенатора, выступил в контексте растущих напряжённостей в американо-европейских отношениях, вызванных изменениями во внешней политике США в период второго президентского срока Дональда Трампа. Особое внимание в его речи было уделено вторжению России на Украину, а также продолжающимся политическим и экономическим кризисам в Румынии и Германии.  
Незадолго до конференции Трамп провёл телефонные переговоры с российским президентом Владимиром Путиным, в ходе которого стороны договорились о начале мирных переговоров по урегулированию конфликта на Украине. Однако эти планы вызвали опасения в Европе, поскольку Украина и европейские страны не были включены в переговорный процесс. Это привело к заявлениям министров иностранных дел нескольких европейских государств, которые подчеркнули необходимость обязательного участия Европейского союза в любых переговорах, касающихся урегулирования кризиса.

## Основные тезисы
Основной тезис выступления Вэнса, как отмечали аналитики, заключался в том, что основные угрозы европейской демократии исходят не от внешних государств, таких как Россия или Китай, а изнутри. Он акцентировал внимание на проблеме массовой иммиграции, назвав её одним из наиболее значимых вызовов для Европы. Также он указал на рекордный уровень населения иностранного происхождения в Германии и рост иммиграции в Европейский союз из стран, не входящих в него, что, по его словам, является результатом «осознанных решений» европейских лидеров. Вэнс связал эту проблему с инцидентом в Мюнхене, где накануне иммигрант из Афганистана совершил наезд на участников демонстрации. Он призвал европейских политиков более внимательно относиться к общественным опасениям, связанным с миграцией.

### Легитимность демократических институтов
Полный текст речи Джей Ди Вэнса на конференции по безопасности в Мюнхене на русском языке
Вэнс выразил обеспокоенность в связи с тем, что демократические институты Европы и право на свободу слова подвергаются угрозе. Он прямо обвинил европейских политиков в «отмене выборов», ссылаясь на отмену первого тура президентских выборов в Румынии в 2024 году, на которых победил независимый ультраправый кандидат Кэлин Джорджеску. Вэнс выразил критику в адрес подхода европейских чиновников к вопросам обеспечения целостности избирательных процессов. Он подчеркнул, что демократические системы должны быть достаточно устойчивыми, чтобы противостоять внешнему влиянию. Вэнс сравнил отмену выборов с практикой, характерной для советской эпохи. Он отметил, что если демократию можно разрушить за несколько сотен тысяч долларов, потраченных на цифровую рекламу из другой страны, то такая система изначально не была достаточно сильной. Вэнс также заявил, что румынские суды приняли решение об отмене выборов на основе «слабых подозрений спецслужб и огромном давлении со стороны своих соседей по континенту», имея в виду Европейский союз.

### Свобода слова
Ещё одним поводом для его беспокойства стало использование некоторыми европейскими лидерами таких понятий, как «дезинформация» и «фейки», для прикрытия интересов «определённых групп», направленных против альтернативных точек зрения, которые могут выразить иное мнение или проголосовать иначе — а то и вовсе выиграть выборы. Вэнс подверг критике правительство Великобритании за законы, ограничивающие свободу слова, приведя в пример Адама Смита-Коннора, который был заключён в тюрьму за нарушение «безопасной зоны» вокруг клиники, где делают аборты, в Борнмуте. Вэнс также осудил действия в Швеции, где христианский активист был осуждён за сожжение Корана, «полицейские репрессии» в Германии в отношении антифеминистских высказываний и действия шотландского правительства, которое рассылало предупреждения жителям, находящимся вблизи «безопасных зон», о незаконности частной молитвы. На протяжении всего выступления Вэнс подчёркивал важность легитимности демократии и суверенитета народа, призывая европейских лидеров не бояться общественного мнения, даже если оно бросает вызов устоявшимся позициям. Речь содержала конкретную критику самой Мюнхенской конференции по безопасности за то, что она исключила из участия некоторых политических лидеров-популистов.
Вэнс также затронул вопросы внутренней американской политики, подвергнув резкой критике бывшего президента Джо Байдена. Вэнс обвинил Байдена в сотрудничестве с корпорациями социальных сетей «для цензуры так называемой дезинформации», включая теорию о возможной утечке вируса COVID-19 из лаборатории в Ухане. Он заверил, что администрация Трампа будет действовать в прямо противоположном ключе, выступая против политики подавления инакомыслия, которую, по его словам, проводила предыдущая администрация. Далее он заявил: «Если американская демократия смогла пережить 10 лет нотаций Греты Тунберг, то вы, ребята, точно сможете пережить несколько месяцев Илона Маска». Это было ответом на обвинения в адрес Маска, связанные с его поддержкой партии «Альтернатива для Германии» (AfD), которую некоторые обвиняли в попытках вмешательства в выборы.

### Отношения между США и ЕС
Вэнс также коснулся вопросов американо-европейских отношений, включая расходы на оборону и сотрудничество в области безопасности. Подтверждая приверженность администрации Трампа обеспечению европейской безопасности, он подчеркнул необходимость увеличения вклада европейских стран в оборону. Вэнс упомянул о возможности «разумного урегулирования» конфликта между Украиной и Россией, одновременно критикуя европейскую риторику, которая представляет противостояние Запада с Россией как «защиту демократии», несмотря на приведённые им примеры предполагаемых нарушений демократических принципов в самой Европе.

## Реакция
Выступление Джей Ди Вэнса оставило европейских политиков в замешательстве. CNN отметил, что большинство участников конференции, слушая речь Вэнса, «сидели с каменными лицами», а аплодисменты были редкими и сдержанными. The Guardian описала аудиторию на Мюнхенской конференции как «потрясённую» и «притихшую». The Washington Post назвала речь Вэнса «попыткой экспортировать лозунг „Сделаем Америку снова великой“ в Европу». Вэнс лишь вкратце упомянул конфликт между Россией и Украиной, что разочаровало аудиторию, ожидавшую услышать подробности о планах администрации Трампа по мирным переговорам.
Неназванный представитель Восточной Европы отметил, что выступление Вэнса было единственной темой, которую другие официальные лица обсуждали во время саммита. Несколько дипломатов и официальных лиц США и Европы выразили тревогу по поводу выступления, а один из них заявил, что оно привело к тому, что «зал был полон людей с открытыми ртами». Сенатор-республиканец от Техаса Джон Корнин выразил надежду, что речь Вэнса заставит европейцев осознать, что «их бесплатный проезд на американских плечах закончился». Бывший высокопоставленный дипломат США охарактеризовал выступление как «тревожный звонок» для Европы, сигнализирующий о том, что США, с которыми она привыкла иметь дело, больше не те.
Министр обороны Германии Борис Писториус раскритиковал сравнение Вэнсом некоторых европейских стран с авторитарными режимами, назвав это неприемлемым. Глава европейской дипломатии Кая Каллас отметила, что у неё сложилось впечатление, будто США «пытаются спровоцировать конфликт», а федеральный канцлер Германии Олаф Шольц назвал речь американского вице-президента «раздражающей». Шведский министр иностранных дел Мария Мальмер Стенергард отказалась комментировать упоминание Вэнсом осуждений за сожжение Корана, однако бывший премьер-министр Швеции Карл Бильдт назвал речь «значительно хуже ожидаемого» и обвинил Вэнса в грубом вмешательстве в предвыборную кампанию Германии в пользу ультраправой партии АдГ. Лидер партии ХДС и кандидат в канцлеры Фридрих Мерц выразил обеспокоенность заявлениям Вэнса и заявил, что Вашингтон «открыто вмешивается в выборы». Премьер-министр Норвегии Йонас Гар Стёре, хотя и признал право Вэнса высказывать свою точку зрения, не согласился с тем, что предполагаемая эрозия свободы слова в Европе важнее текущих вопросов безопасности, связанных с Украиной, Россией и Китаем. Бывший посол США в России Майкл Макфол, отметил, что Вэнс неверно диагностировал проблему Европы, добавив, что считать цензуру самой большой проблемой, с которой сталкивается Европа, неправильно.
В ответ на замечания Вэнса о законе Шотландии о зонах безопасного доступа, вступившем в силу в сентябре 2024 года, представитель шотландского правительства опроверг его утверждения, заявив, что никаких писем о запрете людям молиться в собственных домах не рассылалось, а закон касается только «умышленных или безрассудных действий». Член шотландского парламента Джиллиан Маккей, ответственная за разработку закона, назвала заявления Вэнса «чепухой» и предположила, что он либо плохо информирован, либо сознательно искажает факты.
Президент США Дональд Трамп, отвечая на вопросы журналистов в Белом доме, назвал речь Вэнса «очень хорошей, блестящей» и упрекнул Европу в том, что она «теряет своё замечательное право на свободу слова». Трамп добавил, что европейским лидерам нет причин раздражаться из-за выступления вице-президента. Генеральный секретарь НАТО Марк Рютте назвал речь Вэнса «философской», добавив, что он «подчеркнул единство США и Европы и намекнул на наши общие ценности свободы слова и демократии».
На закрытии Мюнхенской конференции председатель Кристоф Хойсген заявил, что конференция сначала начиналась как трансатлантическая, но выступление Джей Ди Вэнса показало, что «общие ценности таковыми больше не являются». Хойсген добавил, что речь Вэнса стала для Европы «кошмарным сном».

## Анализ
The Spectator: Речь Вэнса послала Европе чёткий сигнал об окончании послевоенного консенсуса и переоценке устоявшихся норм. В течение трёх поколений США защищали границы Европы, не вмешиваясь в её внутренние дела. Однако правительство Трампа даёт понять, что оно теперь озабочено не вопросами внешней безопасности, а изменением культуры Европы.
По версии портала Axios, речь Вэнса может быть косвенно связана с политической ситуацией в Германии, где основные политические партии отказались от коалиции с ультраправой партией «Альтернатива для Германии».